# باشگاه فوتبال المپیک مارسی
باشگاه فوتبال المپیک دُ مارسی (به فرانسوی: Olympique de Marseille)، یک باشگاه حرفه‌ای فوتبال در لیگ ۱ فرانسه است که در بندر مارسی در کشور فرانسه قرار دارد. این باشگاه در سال ۱۸۹۹ تأسیس و با بیش از بیست قهرمانی داخلی و یک قهرمانی در لیگ قهرمانان اروپا و مسابقات اروپایی، به عنوان پرافتخارترین تیم فرانسوی در رقابت‌های بین‌المللی شناخته می‌شود.
باشگاه المپیک مارسی در ۳۱ اوت ۱۸۹۹ توسط رِنه دوفوره دِمونتمیرال تأسیس شد. در ابتدا مارسی با پیراهن‌های سفید و شورت مشکی بازی می‌کردند که پشت این پیراهن سفید با رنگ آبی دو حرف "O,M" طراحی شده بود، شعار مارسی از آن زمان، "Droit au But" به معنای «مستقیم به سوی دروازه» است.
المپیک مارسی در سال ۱۹۰۰ فوتبال خود را آغاز کرد و تا ۱۹۰۸ خود را به عنوان قهرمان محلی تثبیت کرد و برای بزرگ‌تر شدن به رقابت‌های معتبرتر نیاز داشت و به همین منظور، در سال ۱۹۱۹ در مسابقات USFSA (اتحادیه باشگاه‌های ورزشی فرانسه) شرکت کرد و نائب‌قهرمان شد.
المپیک مارسی ۹ بار در لیگ ۱ فرانسه و ۱۰ بار در جام حذفی فرانسه به قهرمانی دست پیدا کرده‌است؛ همچنین المپین‌ها نخستین باشگاه فرانسوی قهرمان لیگ قهرمانان اروپا - در سال ۱۹۹۳ - هستند.
المپیک مارسی سابقه حضور در ۶ فینال اروپایی (۲ لیگ قهرمانان اروپا - ۳ لیگ اروپا - ۱ اینترتوتو کاپ) را دارد. المپین‌ها از این شش فینال، ۱ بار قهرمان لیگ قهرمانان اروپا و ۱ بار قهرمان اینترتوتو شدند. مارسی با ۲ قهرمانی و ۳ نایب قهرمانی در اروپا، برترین تیم تاریخ فرانسه در رقابت‌های اروپایی نیز به‌شمار می‌رود.
ورزشگاه خانگی المپیک مارسی، ورزشگاه ولودروم نام دارد که ظرفیت آن ۶۷۳۹۴ نفر است.
این ورزشگاه که در شرق بندر مارسی قرار دارد، از سال ۱۹۳۷ تاکنون محل انجام بازی‌های خانگی این تیم بوده‌است.
در سال ۱۹۹۷، باشگاه توسط میلیاردر فرانسوی-سویسی، روبرت لوئیس-دریفوس خریداری شد.
از سال ۱۹۸۶ تا ۱۹۹۴ مالکیت و ریاست مارسی بر عهده برنارد تاپی بود که این باشگاه را در صدر فوتبال فرانسه قرار داد و در رقابت‌های اروپایی چشمگیر ظاهر شد و عناوین زیادی را مارسی به‌دست آورد.
مارسی در ریاست تاپی موفق به قهرمانی در لیگ قهرمانان اروپا ۱۹۹۳ مقابل میلان شد. قهرمانی‌ای که بدون باخت و با مربی گری ریموند گوتالس و کاپیتانی دیدیه دشان به‌دست آمد. ستارگانی مانند فابین بارتز، مارسل دسایی، اریک دی مکو، عابدی پله، آلن بوکسیچ، رودی فولر، دیدیه دشان، باسیل بولی و… در ترکیب مارسی در فینال لیگ قهرمانان اروپا ۱۹۹۳ حاضر بودند.
تاپی در حقیقت بعد از خرید مارسی و تزریق ثروت به باشگاه و تدابیر مناسب ریاستی توانست به سرعت مارسی را به یکی از برترین تیم‌های اروپا تبدیل کند. او ستارگان زیادی را به دنیای فوتبال معرفی کرد و بازیکنان سرشناسی را برای مارسی به خدمت گرفت.
هواداران مارسی تاپی را «رئیس» می‌خوانند و بخاطر خدمات بزرگ و درخشانی که به مارسی کرده‌است، همیشه تشویق می‌شود و به عنوان یک اسطوره خودش را در تاریخ باشگاه مارسی ماندگار و جاودانه کرد. از تاپی که افتخارات بسیاری را در کادر ریاست و مالکیت برای مارسی به ارمغان آورد، به عنوان برترین رئیس فوتبال فرانسه یاد می‌شود.

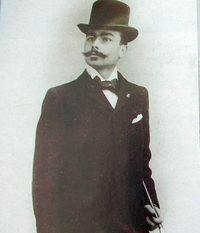
مؤسس المپیک مارسی

ژان پیر پاپن اسطوره افسانه‌ای مارسی که ۳ دور پیاپی آقای گل لیگ قهرمانان شده‌است، در سال ۱۹۹۱ برنده توپ طلا در مارسی شد تا مارسی اولین و آخرین تیمی در فرانسه باشد که بازیکنی از یک تیم فرانسوی در آن برنده توپ طلا می‌شود.
همچنین یوسیپ اسکوبلار با زدن ۴۴ گل در یک فصل (۷۱–۱۹۷۰) برترین گلزن یک فصل در تاریخ لیگ فرانسه می‌باشد که او نیز مهاجم و اسطوره مارسی بوده‌است. او در همین فصل نیز کفش طلای اروپا را با تعداد ۴۴ گل تصاحب کرد.
آن‌ها به صورت سنتی پیراهن سفید به همراه شورت و جوراب سفید بر تن می‌کنند. نشان فعلی این باشگاه، از سال ۲۰۰۴ به بعد مورد استفاده قرار گرفت. این نشان، شامل شعار باشگاه، «مستقیم به سوی دروازه» (به فرانسوی: Droit Au But) در قسمت پایینی آن و یک ستاره به نشانهٔ قهرمانی در لیگ قهرمانان اروپا در قسمت بالایی آن می‌باشد. این باشگاه از حمایت طرفداران زیادی برخوردار است، به‌طوری‌که بالاترین میانگین تماشاگران فوتبال در تاریخ فرانسه در اختیار آن‌هاست. در فصل ۰۹–۲۰۰۸، میانگین تماشاگران مارسی در هر بازی ۵۲٬۲۷۶ نفر بود که بالاترین میزان در لیگ ۱ محسوب می‌شد.
مارگاریتا لوئیس دریفوس (همسر روبرت لوئیس دریفوس) که بعد از مرگ همسرش روبرت، مالک مارسی به‌شمار می‌رفت، ۹۵ درصد سهام مارسی را به فرانک مک کورت آمریکایی فروخت و هم‌اکنون مارسی با مک‌کورت فعالیت می‌کند.

## روایتی از قهرمانی المپیک مارسی در لیگ قهرمانان اروپا
در دهه‌ی ۱۹۹۰ میلادی به لطف برنار تاپی فقید – مالک وقت باشگاه المپیک مارسی -، فوتبال فرانسه بهترین دورانش را پشت سر می‌گذاشت. شاید دوران طلایی رنس و دو مرتبه فینالیست شدن تیم آلبر باتو، شکوهمند بوده باشد. اما بعید است قهرمانی رنس در جام لاتین ۱۹۵۳ و دو مرتبه نایب‌قهرمانی در جام باشگاه‌های اروپا، آن‌طور در کتاب تاریخ فوتبال پررنگ باشد. لیگ ۱ فرانسه که در آن زمان با نام‌های لُوشامپیونا و دیویزون ۱ شناخته می‌شد، طی سال‌های ۱۹۹۳ تا ۱۹۹۶ پس از سری‌آ ایتالیا، در جایگاه دوم رده‌بندی «یوفا» قرار گرفت. این رتبه، مدیون قهرمانی المپیک مارسی و عملکرد مناسب بوردو، موناکو و حتی پاری‌سن‌ژرمن در آن دهه بود.
موفقیت المپیک مارسی، برخلاف بسیاری از افتخارات ورزشی که برای نخستین بار روی می‌دهند، ناگهانی نبود که یک‌باره و با فصلی خوب صورت گرفته باشد. از ۱۹۸۸ تا ۱۹۹۳، فوسئن‌ها چهار مرتبه موفق به حضوریابی در میان چهار تیم نهایی جام باشگاه‌های اروپا (لیگ قهرمانان اروپا) شدند. سیری از اتفاقات روی دادند که در نهایت نماینده‌ای از فرانسه بر بام فوتبال اروپا نشست.
برنار تاپی که سیاست‌مداری بود. رسانه‌ها از او با عنوان «ترامپی پیش از ترامپ» نام می‌بردند. پیش از ورود به عرصه‌ی فوتبال تاپی با خرید تیم دوچرخه سواری نشان داده بود می‌تواند در زمینه‌ی ورزشی هم موفق باشد؛ پیروزی‌های متوالی تیم دوچرخه‌سواری‌اش در تور دُ فرانس ثابت کرد که تاپی اگر به خاک هم دست بزند، طلا می‌شود. تاپی در سال ۱۹۸۶ تصمیم به سرمایه‌گذاری در مارسی گرفت و تنها دو سال بعدتر، تیم او در نیمه‌نهایی جام باشگاه‌های اروپا ۸۸-۱۹۸۷ مقابل بنفیکا صف‌آرایی کرد – که در نهایت با پیروزی نماینده‌ی پرتغال ختم شد. برنار تاپی رؤیاهایی بزرگ‌تر در سر داشت و با سرمایه‌گذاری‌هایش المپیک مارسی را به نیمه‌نهایی جام باشگاه‌های اروپا ۹۰-۱۹۸۸ (شکست مقابل یوونتوس)‌ و فینال جام باشگاه‌های اروپا ۹۱-۱۹۹۰ رساند. فینال ۹۱-۱۹۹۰، در حالی میان المپیک مارسی و ستاره‌ی سرخ بلگراد برگزار شد که صرب‌ها می‌دانستند اگر حمله کنند، المپین‌ها رحم نخواهند داشت. آن‌ها بازی را بستند و به ضربات پنالتی کشاندند تا شانسی برای پیروزی داشته باشند. در نهایت،‌ تیمی که بسیاری از راویان، آن را بهتر از تیم افتخارآفرین دو سال بعد می‌دانند، ناکام ماند.
ژان-پیر پاپن، دیدیه دشان، فابین بارتز، اریک کانتونا، ژان تیگونا، انزو فرانچسکولی، باسیل بولی، مارسل دسایی، عبدی پله، آلن بوکسیچ، رودی فولر، کریس وادل، مانوئل آماروس، پاسکال اولمتا، فرانک سوازی، دراگان استوکوویچ، آلن کاسونی و…؛ این نام‌ها که برخی برای فوتبال‌دوستان آشنا هستند تنها بخشی از ستارگانی‌اند که آن روزها مجذوب پروژه‌ی برنار تاپی شدند. حتی زین‌الدین زیدان و دیگو مارادونا در آستانه‌ی پیوستن به آن مارسی افسانه‌ای قرار داشتند که اولی به علت عدم صلاحدید سرمربی وقت و دومی به علت وفاداری به ناپلی‌ها، هرگز رخ ندادند.
المپیک مارسی چهار سال متوالی در داخل فرانسه سلطنت می‌کرد. هرچند این سلطه‌‌ی داخلی، چیزی نبود که برنار تاپی برای آن تا این حد جیب‌هایش را خالی کرده باشد. آن‌ها هدفی والاتر داشتند: افتخارآفرینی در اروپا. در سال ۱۹۹۳، آث میلان، تیمی پرآوازه و در اوج قدرت، به عنوان خان آخر در مسیر تحقق این آرزو شناخته می‌شد. همان‌گونه که مفسران آن زمان پیش‌بینی کرده بودند، این نبرد در فینال جام باشگاه‌های اروپا به اوج خود رسید.
المپیک مارسی پیش‌تر در فصل ۹۱-۱۹۹۰ نسل طلایی میلان را در راه صعود به فینال مغلوب کرده بود، اما این‌بار مأموریتی به مراتب دشوارتر در انتظارش بود. روسونری، با دو قهرمانی پیاپی اروپا در سال‌های ۱۹۸۹ و ۱۹۹۰، در هشت بازی اخیر خود در لیگ قهرمانان اروپا هشت پیروزی کسب کرده و تنها یک بار دروازه‌اش گشوده شده‌بود. در خط حمله روسونری، مارکو فن‌باستن، بهترین مهاجم وقت جهان، حضور داشت و در خط دفاع، نام‌هایی چون فرانکو بارسی، پائولو مالدینی، الساندرو کاستاکورتا و مائورو تاسوتی، دیواری نفوذناپذیر ساخته بودند که هر تیمی برای عبور از آن، شایستگی قهرمانی را اثبات می‌کرد.
در ۲۶ ماه مه ۱۹۹۳، دقیقاً ۳۲ سال پیش، لحظه‌ی فینال فرا رسید. بازی در آلیانتس‌آرنای آلمان برگزار می‌شد، اما نزدیک‌ترین توصیف برای این فینال، نبرد گلادیاتورهای رومی در کولوسئوم بود. روسونری راهی برای عبور از خط دفاعی مارسی پیدا نکرد. چه قبل و چه پس از توپی که عابدی پله در دقیقه‌ی ۴۴ از روی نقطه کرنر روی تیر نزدیک فرستاد و باسیل بولی با ضربه سر آن را دور از دستان سباستیانو رسی، به گوشه مخالف دروازه فرستاد. در نگاه اول احساس می‌شد که فولر ضربه را زده بود، ولی پشت او باسیل بولی سانتر عبدی پله را تبدیل به گل کرد؛ در حالی که مهاجم هدف مارسی یعنی بوکسیچ، مابقی ستارگان خط دفاعی میلان را به خود جلب کرده بود.

## ترکیب تیم
تا تاریخ ۲۶ اوت ۲۰۲۳
| شماره |                      | پست       | بازیکن               |
| ----- | -------------------- | --------- | -------------------- |
| ۱     | کامرون               | دروازه‌بان | سیمون انگاپاندوئتنبو |
| ۴     | فرانسه               | مدافع     | ساموئل ژیگوت         |
| ۵     | آرژانتین             | مدافع     | لئوناردو بالردی      |
| ۶     | فرانسه               | هافبک     | متئو گندوزی          |
| ۷     | فرانسه               | مدافع     | جاناتان کلاوس        |
| ۸     | مراکش                | هافبک     | عزالدین اوناهی       |
| ۹     | پرتغال               | مهاجم     | ویتور اولیویرا       |
| ۱۰    | گابن                 | مهاجم     | پیر امریک اوبامیانگ  |
| ۱۱    | مراکش                | هافبک     | امین حارث            |
| ۱۲    | برزیل                | مدافع     | رنان لودی            |
| ۱۶    | اسپانیا              | دروازه‌بان | پائو لوپز            |
| ۱۹    | جمهوری آفریقای مرکزی | هافبک     | جفری کوندوگبیا       |

| شماره |                       | پست       | بازیکن                                     |
| ----- | --------------------- | --------- | ------------------------------------------ |
| ۲۰    | آرژانتین              | مهاجم     | خواکین کوره‌آ (به صورت قرضی از اینتر میلان) |
| ۲۱    | فرانسه                | هافبک     | والنتین رونیه (کاپیتان)                    |
| ۲۲    | سنگال                 | هافبک     | پیپ گی                                     |
| ۲۳    | سنگال                 | مهاجم     | اسماعیل سار                                |
| ۲۴    | کامرون                | مهاجم     | فرانسوا رژی موگه                           |
| ۲۷    | فرانسه                | هافبک     | ژردن ورتو                                  |
| ۲۹    | سنگال                 | هافبک     | ایلیمان ندای                               |
| ۳۶    | اسپانیا               | دروازه‌بان | روبن بلانکو                                |
| ۹۵    | فرانسه                | مدافع     | آیزاک توره                                 |
| ۹۹    | جمهوری دموکراتیک کنگو | مدافع     | کانسل امبمبا                               |
|       | فرانسه                | مدافع     | ژردن اموی                                  |
|       | فرانسه                | مهاجم     | سلیم بن صغیر                               |
|       | اسپانیا               | مدافع     | پل لیرولا                                  |

## افتخارات
- لیگ ۱ فرانسه: ۹ قهرمانی (به‌علاوه‌ی یک قهرمانی که پس گرفته شده‌است)
- لیگ دو: ۱ قهرمانی و ۳ نائب قهرمانی
- جام حذفی فرانسه: ۱۰ قهرمانی و ۹ نائب قهرمانی
-جام اتحادیه‌ی باشگاه‌های فرانسه: ۳ قهرمانی
-سوپرجام فوتبال فرانسه: ۳ قهرمانی و ۳ نائب قهرمانی
- جام چارلز دراگو: ۱ قهرمانی
- جام اروپایی اینترتوتو: ۱ قهرمانی
- لیگ قهرمانان اروپا: ۱ قهرمانی و ۱ نائب قهرمانی
- لیگ اروپا: ۳ نائب قهرمانی
بازیکنانی که در المپیک مارسی موفق به گرفتن توپ طلا شده‌اند: ژان پیر پاپن
بازیکنانی که در المپیک مارسی موفق به گرفتن کفش طلای اروپا شده‌اند: یوسیپ اسکوبلار